# Saison 2 de The Knick
Chronologie
Saison 1
Cet article présente les épisodes de la deuxième saison de la série télévisée américaine The Knick.

## Synopsis
Au début du XXe siècle, l'hôpital Knickerbocker de New-York est à la pointe de la recherche médicale. Le docteur John Thackery prend la tête du département de chirurgie, qu'il obtient à la mort de son mentor, mais ses addictions menacent son jugement. Les donateurs de l'établissement lui imposent un nouveau second : Algernon Edwards, au cursus impressionnant mais noir de peau.

## Distribution

### Acteurs principaux
- Clive Owen (VF : Julien Kramer) : Dr John « Thack » Thackery
- André Holland (VF : Jean-Baptiste Anoumon) : Dr Algernon Edwards
- Jeremy Bobb (VF : Bernard Gabay) : Herman Barrow
- Juliet Rylance (VF : Marie-Eve Dufresne) : Cornelia Robertson
- Eve Hewson (VF : Anne-Charlotte Piau) : Lucy Elkins
- Michael Angarano (VF : Fabrice Fara) : Dr Bertram « Bertie » Chickering Jr.
- Chris Sullivan (VF : Jean-Jacques Nervest) : Tom Cleary
- Cara Seymour (VF : Blanche Ravalec) : Sœur Harriet
- Eric Johnson (VF : Damien Boisseau) : Dr Everett Gallinger
- David Fierro (VF : Fabrice Leylon) : Jacob Speight
- Maya Kazan (VF : Julie Turin) : Eleanor Gallinger
- Leon Addison Brown : Jesse Edwards
- Grainger Hines : Capitaine August Robertson
- Charles Aitken : Henry Robertson
- LaTonya Borsay : Evaline Edwards
- Rachel Korine (VF : Jade Phan-Gia) : Junia
- Tom Lipinski (VF : Thibaut Lacour) : Phillip Showalter
- Michael Nathanson : Dr Levi Zinberg
- Zaraah Abrahams : Opal Edwards

### Acteurs récurrents
- Jennifer Ferrin (en) (VF : Laura Zichy) : Abigail Alford
- Perry Yung (VF : Marc Perez) : Ping Wu
- Reg Rogers (en) : Dr Bertram Chickering Sr.
- Suzanne Savoy (en) (VF : Annie Le Youdec) : Victoria Robertson
- Gary Simpson (VF : Frédéric Cerdal) : Hobart Showalter
- Molly Price : Effie Barrow
- Johanna Day (en) : Eunice Showalter
- Happy Anderson : James « Jimmy » Fester
- Lucas Papaelias (VF : Guy Vouillot) : Eldon Pouncey
- Zuzanna Szadkowski (VF : Margaretta Bluet) : infirmière Pell
- Ylfa Edelstein (VF : Eva Lorach) : infirmière Baker
- Ying Ying Li (VF : Jade Phan-Gia) : Lin-Lin
- Arielle Goldman : Genevieve Everidge
- Stephen Spinella : le révérend Elkins
- Linda Emond : Anne Chickering
- Ntare Guma Mbaho Mwine : D.W. Garrison Carr
- Emily Kinney : infirmière Daisy Ryan
- Annabelle Attanasio : Dorothy Walcott
- Andrew Rannells : Frazier H. Wingo
- Ben Livingston : Dr William H. Mays
- Colman Domingo : Dr Russell Daniels
- Fred Weller (en) : M. Brockhurst
- Maryann Plunkett : la mère supérieure

## Épisodes

### Épisode 1:Dix nœuds
- États-Unis /  Canada : 16 octobre 2015 sur Cinemax
- Suisse : 2 novembre 2015 (VOSTFr) sur RTS Un[1]
- Québec : 28 janvier 2016 à Super Écran[2]
- France : 29 janvier 2016 sur OCS City

- États-Unis : 269 000 téléspectateurs[3] (première diffusion)

### Épisode 2:Rien d'une rose
- États-Unis /  Canada : 23 octobre 2015 sur Cinemax
- Suisse : date inconnue
- Québec : 4 février 2016 à Super Écran
- France : 29 janvier 2016 sur OCS City

- États-Unis : 229 000 téléspectateurs[4] (première diffusion)

Le corps de l'inspecteur Speight est retrouvé dans la rivière et l'enquête est vite close, concluant à une mort accidentelle. Cornelia refuse d'y croire, aussi elle demande à Cleary d'exhumer le corps en secret. Il accepte à condition qu'elle paye les frais d'avocat de sœur Harriet. À leur grande surprise, la tombe est vide. Cornelia découvre que son beau-père fait refaire des travaux dans son futur domicile, la forçant à séjourner chez lui plus longtemps que prévu.

Thackery fait son retour au Knick, prêt à reprendre sa place. Bert préfère démissionner et rejoindre l’équipe du Dr Zinberg à l'hôpital juif du Mont Sinai. Thackery repousse les nouvelles avances de Lucy, qui se retrouve chargée de surveiller le chirurgien et prévenir une rechute dans la drogue. Lucy voit aussi son père, un pasteur conservateur, arriver en ville et commencer à prêcher. Edwards espère que Thackery acceptera de l’opérer de son œil, mais le chirurgien est encore trop en manque et souffre de tremblements.

### Épisode 3:Les meilleurs pour obtenir encore meilleur
- États-Unis /  Canada : 30 octobre 2015 sur Cinemax
- Québec : 11 février 2016 à Super Écran

- États-Unis : 202 000 téléspectateurs[5] (première diffusion)

À son nouveau poste, Bert tombe sous le charme d'une journaliste connue pour avoir mis à jour les conditions terribles de traitement d'un hôpital psychiatrique, venue écrire un article sur le Dr Zinberg, et découvre qu'elle a choisi un pseudonyme à consonance moins juive pour être mieux reçue. Thackery commence avec Edwards ses recherches sur la dépendance en autopsiant les corps de drogués. Déjà déstabilisé par la fragilité de sa femme, la proximité de Thackery avec Edwards rend jaloux Gallinger, qui commence à sympathiser avec des eugénistes dans un club. Edwards a la surprise de voir revenir sa femme, Opal, une femme qu'il a épousée à Paris sur un coup de tête.

### Épisode 4:De très belles surprises
- États-Unis /  Canada : 6 novembre 2015 sur Cinemax
- Québec : 18 février 2016 à Super Écran

- États-Unis : 166 000 téléspectateurs[6] (première diffusion)

Le Dr Mays meurt pendant une opération à cause de son inattention et son inexpérience. Barrow manque alors d'être introduit dans le club du médecin mais trouve l'opportunité de faire encore changer les plans du nouvel hôpital et détourner de l’argent du chantier, cependant ses nouveaux partenaires se montrent plus gourmands qu'il ne le pensait. Bert apprend que sa mère souffre d'un cancer de l’œsophage et pense à chercher un traitement, malgré les avis de son père et de Zinberg. Lucy confie à Harriet sa colère contre les hommes qui l'ont abusé dans sa vie. Pour sauver Harriet, Cleary fait chanter toutes les dames de haute société qui ont eu recours à un avortement, afin qu'elles forcent leurs maris à faire pression sur le juge et qu'il classe l’affaire. Le retour de la femme d'Edwards à ses côtés provoque une rencontre gênante chez les Robertson, notamment avec Cornelia. Alors que son mari doit quitter la ville, Cornelia recherche la famille Speight, disparue depuis la mort de l’inspecteur.

### Épisode 5:Intumescence
- États-Unis /  Canada : 13 novembre 2015 sur Cinemax
- Québec : 25 février 2016 à Super Écran

- États-Unis : 255 000 téléspectateurs[7] (première diffusion)

Une explosion sur le chantier du métro amène une énorme vague de blessés au Knick ; Cleary et Barrow y voient le moyen de faire du profit mais Henry Robertson annonce que les blessés n'auront aucuns frais de prise en charge à régler. Henry commence à avoir des vues sur Lucy, mais plutôt que de se laisser séduire, elle prend l'initiative.

Thackery a un patient idéal pour sa théorie : un morphinomane a perdu un morceau de son crâne, laissant son cerveau exposé. Il va alors rechercher les zones du cerveau stimulées par la drogue et en faire l'ablation par chirurgie, mais le patient en sort catatonique. Bertie termine son étude sur l'adrénaline et espère que Zinberg appuiera son souhait d'étudier l'idée de Pierre Curie de traiter le cancer par radiothérapie. Il prend le risque de présenter Genevieve à sa famille qui est charmée.

### Épisode 6:Il y a des règles
- États-Unis /  Canada : 20 novembre 2015 sur Cinemax
- Québec : 3 mars 2016 à Super Écran

- États-Unis : 195 000 téléspectateurs[8] (première diffusion)

Bertram met au point une procédure pour opérer la tumeur de sa mère et demande à Edwards de l’assister, mais l'opération se passe mal et Mme Chickering meurt malgré l'intervention du Dr Zinberg. Bertram se résout donc à retourner au Knickerbocker et fait amende honorable auprès de Lucy et Thackery.

Au hasard d'une exposition, Thackery remarque un hypnotiseur, qui l’inspire dans ses recherches sur le traitement de l'addiction, et voit deux sœurs siamoises exposées comme un phénomène de foire. Devant le caractère de leur tuteur qui les voit comme un objet, il décide de les faire enlever, pensant pouvoir les séparer.

### Épisode 7:Williams et Walker
- États-Unis /  Canada : 27 novembre 2015 sur Cinemax
- Québec : 10 mars 2016 à Super Écran

- États-Unis : 347 000 téléspectateurs[9] (première diffusion)

Thackery prépare son opération de séparation des deux jumelles siamoises et voit grand en demandant que l'opération soit reprise dans les journaux et surtout filmée, mais en secret, pour la première fois depuis longtemps, il a le trac. L'opération se déroule bien et le film devient le centre de conférences sur le sujet.
Cornelia continue son enquête sur la mort de Speight et découvre que les bateaux de la société de son père font passer des clandestins en mauvaise santé. Sa belle famille lui révèle alors la vérité : les Robertson sont ruinés et le mariage arrangé de Cornelia avec les Showalter cache un arrangement financier important entre les deux familles, impliquant le nouveau Knickerbocker. Les Robertson organisent cependant une réception où tous les médecins du futur Knickerbocker sont conviés. Thackery arrive aux bras d'Abigail, très remarquée, et Lucy accompagne Henry Robertson, qu'elle continue de manipuler. Algernon découvre que les nouveaux donateurs voient mal l'idée d'avoir un chirurgien noir, et sa situation fragile empire quand Gallinger sabote l'opération de la hernie de Harrison Carr en mettant une dose de curare plus concentrée sur la table ; Opal, qui a assisté à l'opération, a repéré la manipulation.

### Épisode 8:Pas bien du tout
- États-Unis /  Canada : 4 décembre 2015 sur Cinemax
- Québec : 17 mars 2016 à Super Écran

- États-Unis : 266 000 téléspectateurs[10] (première diffusion)

Gallinger apprend que l'ancien psychiatre de sa femme est mort, et elle lui avoue rapidement que c'est elle qui l'a empoisonné. Pour cacher le scandale, il la fait interner dans une autre maison de repos, où l'équipe a des positions moins radicales sur le traitement des patients. Peu après, Gallinger se rapproche de sa belle-sœur, qui partage ses vues sur l'eugénisme. Edwards découvre que Gallinger a stérilisé une cinquantaine d'adolescents considérés comme inadaptés, mais Thackery ne peut rien faire car la responsabilité de l'hôpital n'est pas en jeu.

Thackery perd peu à peu ses sujets d'étude sur la dépendance si bien qu'il ne lui reste plus qu'un patient. Il espère qu'Abigail pourra l'aider par le dialogue. Thackery met au point une procédure pour retoucher le nez de sa compagne mais elle réagit mal à l'anesthésie à l'éther et meurt sur la table d'opération.

### Épisode 9:Tu te rappelles Moon Flower
- États-Unis /  Canada : 11 décembre 2015 sur Cinemax
- Québec : 24 mars 2016 à Super Écran

- États-Unis : 199 000 téléspectateurs[11] (première diffusion)

Un flashback montre la rencontre entre August Robertson et John Thackery : le mécène était retenu prisonnier dans un camp au Nicaragua, tenu responsable d'une épidémie de variole que le médecin devait traiter. Le médecin a exigé qu'il soit libéré en échange de ses soins, après quoi, en remerciement, Robertson lui a proposé de venir travailler au Knick.

Les maux de ventre de Thackery empirent et rien ne parvient à le soulager à part l'héroïne. Zinberg confirme l'ischémie de son intestin, due à sa consommation de drogue mais Thackery veut repousser l'opération. Les jumelles séparées vont bien et quittent l'hôpital, recueillies par une famille du Missouri. Harriet et Cleary commencent leur commerce de préservatifs, qui se montre florissant chez les prostituées. Lucy se venge de son père, en état catatonique, et lui injecte une dose mortelle de médicaments tout en lui avouant sa vie sexuelle.

Gallinger apprend que les fils du Dr Cotton ont été accusés de la mort du psychiatre. Edwards tente de l’envoyer devant le conseil de l'Ordre des médecins pour la stérilisation des enfants attardés, mais les sages considèrent l'eugénisme comme une théorie scientifique valable et défendable.

### Épisode 10:On n'est rien d'autre
- États-Unis /  Canada : 18 décembre 2015 sur Cinemax
- Québec : 31 mars 2016 à Super Écran

- États-Unis : 275 000 téléspectateurs[12] (première diffusion)

Thackery perd connaissance à cause de sa condition mais refuse obstinément l'aide de ses collègues. Il planifie en effet de réaliser l’ablation des parties nécrosées de son intestin lui-même par anesthésie locale. Henry Robertson a repris le contrôle de l'entreprise de son père décédé et refuse de relancer le chantier du nouveau Knickerbocker. Barrow est vite soupçonné, ne cachant pas sa nouvelle maîtresse et son grand train de vie, mais s'il n'est pas responsable de l'incendie, il s'arrange pour que ses biens soient au nom de Junia. Cornelia découvre que c'est Henry le responsable du trafic sur les bateaux et donc de la mort de Speight et de son père ; il la menace pour qu'elle garde le silence, et elle préfère fuir, vendant des bijoux avant de prendre un bateau en partance pour l’Australie. Cleary surprend Harriet en lui demandant sa main, elle refuse. Désemparé, Cleary va à l'église se confesser et avoue être celui qui l’a dénoncé à la police afin qu'elle soit excommuniée et qu'il puisse vivre avec elle. Le lendemain, Harriet revient, la bague à son doigt. Gallinger se voit proposer un voyage à travers l'Europe pour promouvoir les théories eugénistes.